# Nicandra physalodes
Nicandra physalodes é uma espécie de planta com flor pertencente à família Solanaceae. 
A autoridade científica da espécie é (L.) Gaertn., tendo sido publicada em De Fructibus et Seminibus Plantarum...2: 237. 1791.
O Joá-de-capote ( Nicandra physalodes ) é uma planta da família Solanaceae, anual, herbácea, robusta, ereta, de 40 a 140 cm de altura. Possui caule glabro e fortemente sulcado, com folhas também glabras, de 7 a 14 cm de comprimento e sua reprodução se dá por sementes ( Lorenzi, 1994 ).
São largamente empregadas na medicina popular de todo o mundo, principalmente da América do Sul, como o Peru (Duke; Vasquez, 1994), Colômbia (Barriga, 1975), Suriname (Hasrat et al., 1997) e Brasil (Agra et al., 1994). Embora sejam espécies de importância na etnomedicina, cujo potencial farmacológico é reconhecido, evidenciou-se a ausência de estudos farmacobotânicos para estas espécies.
Em Portugal também é conhecido por alquequenge e nos Açores também é conhecido por capucha . No sul de Angola é matipatipa.
No Brasil é conhecida com Physalys, physalis ou uchuva.
Na Colômbia, é conhecida como uchuva e no Japão, como hosuki, nos Andes como tomate de capucho.
É uma planta arbustiva, que pode chegar aos dois metros de altura. As frutas são delicadas, pequenas e redondas, com coloração que vai do amarelo ao alaranjado, envolvidas por uma folha fina e seca, em forma de balão.
Diferente de outras Solanaceae (por exemplo, as do gênero Physalis), não é uma planta comestível.

## Portugal

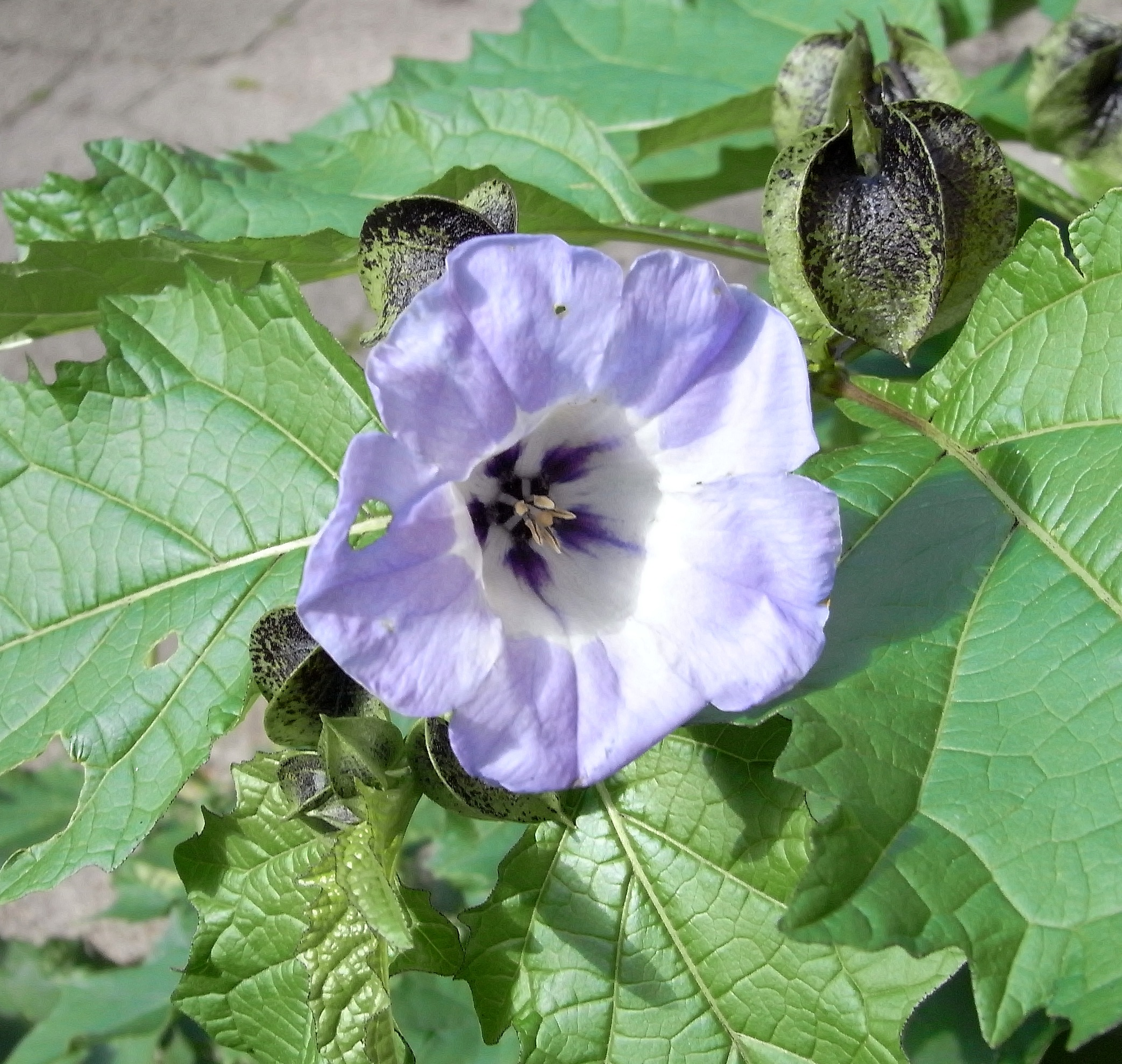

Trata-se de uma espécie presente no território português, nomeadamente em Portugal Continental.
Em termos de naturalidade, é nativa da região atrás referida.

## Proteção

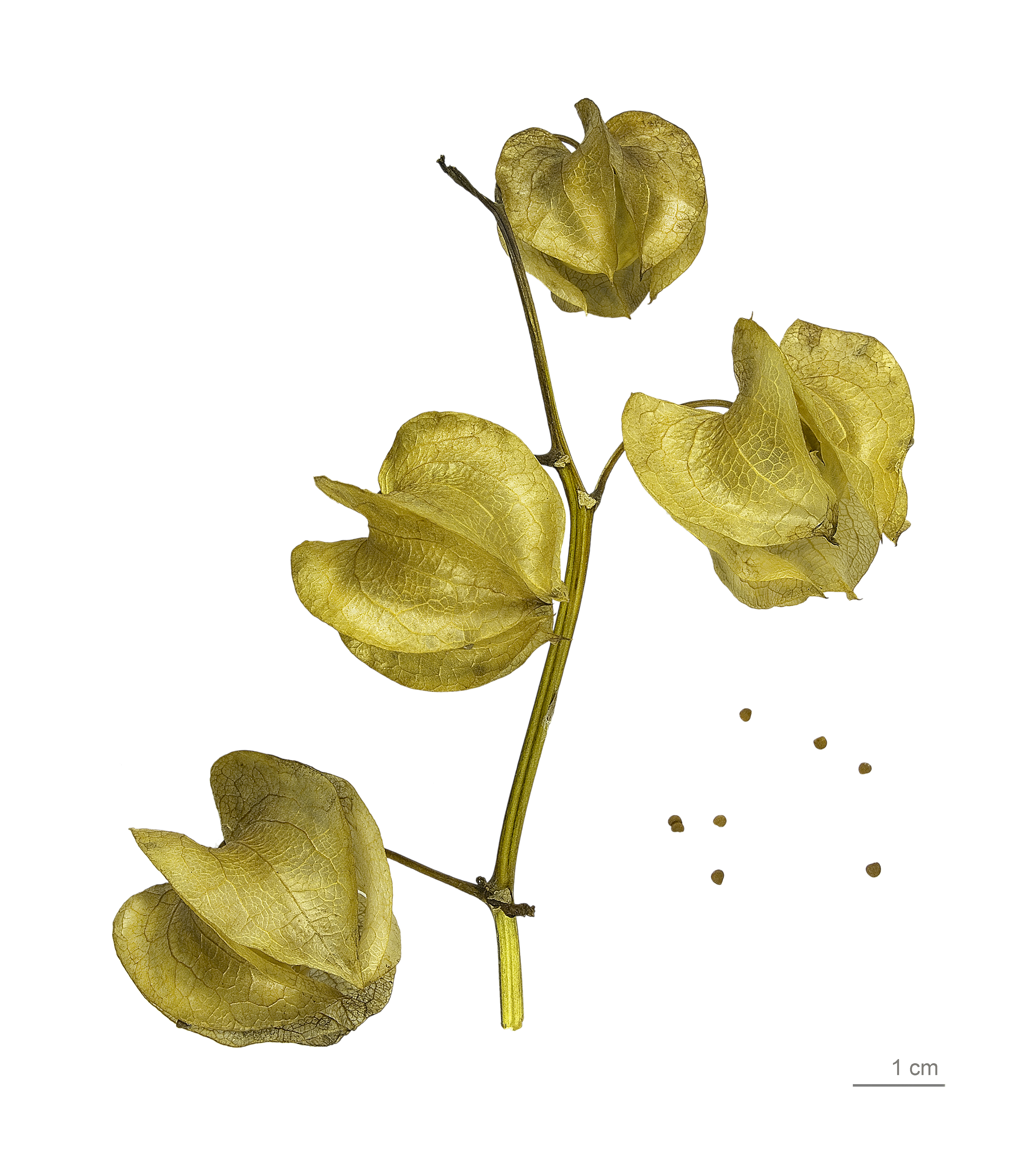
Nicandra physaloides - MHNT

Não se encontra protegida por legislação portuguesa ou da União Europeia.